# Hans Hach Verdugo
Hans Hach Verdugo (11 de noviembre de 1989) es un tenista profesional de México, nacido en la ciudad de Culiacán, México.

## Carrera
Su mejor ranking individual es el Nº 528 alcanzado el 20 de julio de 2015, mientras que en dobles logró la posición 116 el 28 de diciembre de 2020.
Hach Verdugo ha ganado un título del circuito ATP y tres en el Challenger Tour, además de obtener varios títulos Futures tanto en individual como en dobles.

## Títulos ATP (1; 0+1)

### Dobles (1)
| Leyenda                  |
| Grand Slam (0)           |
| ATP World Tour Final (0) |
| ATP Masters 1000 (0)     |
| ATP World Tour 500 (0)   |
| ATP World Tour 250 (1)   |

| N.º | Fecha               | Torneo    | Superficie | Pareja     | Oponentes en la final    | Resultado        |
| --- | ------------------- | --------- | ---------- | ---------- | ------------------------ | ---------------- |
| 1.  | 24 de julio de 2021 | Los Cabos | Dura       | John Isner | Hunter Reese Sem Verbeek | 5-7, 6-2, [10-4] |

## Títulos ATP Challenger (7; 0+7)

### Dobles (7)
| N.° | Fecha                    | Torneo                  | Superficie    | Pareja                    | Oponentes en la final               | Resultado           |
| --- | ------------------------ | ----------------------- | ------------- | ------------------------- | ----------------------------------- | ------------------- |
| 1.  | 30 de septiembre de 2018 | Challenger de Tiburon   | Dura          | Luke Saville              | Gerard Granollers Pedro Martínez    | 6-3, 6-2            |
| 2.  | 10 de noviembre de 2019  | Challenger de Knoxville | Dura (i)      | Adrián Menéndez-Maceiras  | Bradley Klahn Sem Verbeek           | 7-6(6), 4-6, [10-5] |
| 3.  | 12 de enero de 2020      | Challenger de Ann Arbor | Dura (i)      | Robert Galloway           | Nicolás Barrientos Alejandro Gómez  | 4-6, 6-4, [10-8]    |
| 4.  | 29 de agosto de 2021     | Challenger de Varsovia  | Tierra batida | Miguel Ángel Reyes-Varela | Vladyslav Manafov Piotr Matuszewski | 6-4, 6-4            |
| 5.  | 12 de marzo de 2022      | Challenger de Monterrey | Dura          | Austin Krajicek           | Robert Galloway John-Patrick Smith  | 6-0, 6-3            |
| 6.  | 8 de junio de 2024       | Challenger de Tyler     | Tierra batida | James Trotter             | Andrés Andrade Abdullah Shelbayh    | 7-6(3), 6-4         |
| 7.  | 21 de septiembre de 2024 | Challenger de Columbus  | Dura (i)      | James Trotter             | Christian Harrison Ethan Quinn      | 6-4, 6-7(6), [11-9] |

#### Finalista (9)
| N.° | Fecha                    | Torneo                        | Superficie    | Pareja                   | Oponentes en la final          | Resultado              |
| --- | ------------------------ | ----------------------------- | ------------- | ------------------------ | ------------------------------ | ---------------------- |
| 1.  | 7 de febrero de 2015     | Challenger de Dallas          | Dura (i)      | Luis Patiño              | Denys Molchanov Andrey Rublev  | 4-6, 6-7(5)            |
| 2.  | 16 de abril de 2017      | Challenger de San Luis Potosí | Tierra batida | Adrián Menéndez-Maceiras | Roberto Quiroz Caio Zampieri   | 4-6, 2-6               |
| 3.  | 22 de julio de 2017      | Challenger de Gatineau        | Dura          | Vincent Millot           | Bradley Klahn Jackson Withrow  | 2-6, 3-6               |
| 4.  | 22 de octubre de 2017    | Challenger de Las Vegas       | Dura          | Dennis Novikov           | Brydan Klein Joe Salisbury     | 3-6, 6-4, [3-10]       |
| 5.  | 17 de noviembre de 2018  | Challenger de Champaign       | Dura (i)      | Luis David Martínez      | Matt Reid John-Patrick Smith   | 4-6, 6-4, [8-10]       |
| 6.  | 24 de marzo de 2019      | Challenger de Zhangjiagang    | Dura          | N. Sriram Balaji         | Max Purcell Luke Saville       | 2-6, 6-7(5)            |
| 7.  | 16 de junio de 2019      | Challenger de Columbus 2      | Dura (i)      | Donald Young             | Roberto Maytín Jackson Withrow | 7-6(4), 6-7(2), [5-10] |
| 8.  | 20 de julio de 2019      | Challenger de Gatineau        | Dura          | Dennis Novikov           | Alex Lawson Marc Polmans       | 4-6, 6-3, [7-10]       |
| 9.  | 26 de septiembre de 2020 | Challenger de Sibiu           | Tierra batida | Robert Galloway          | Hunter Reese Jan Zieliński     | 4-6, 2-6               |